# HWK 109-509

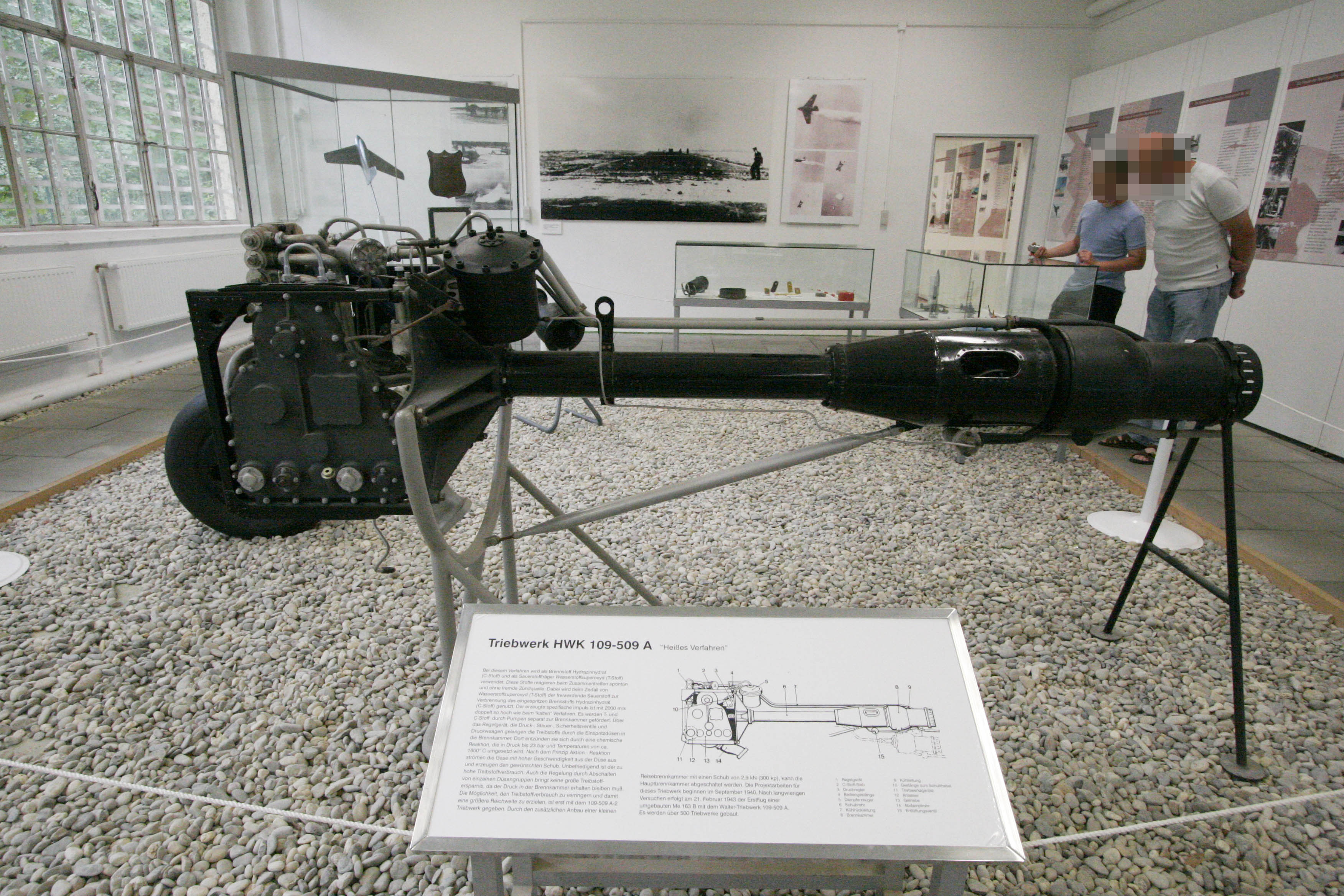
HWK 109-509 空軍博物館, ベルリン-ガトウ, ドイツにて展示

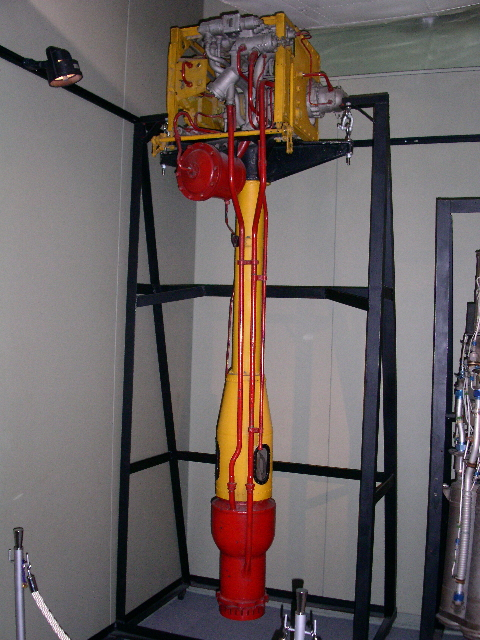
大阪 弁天町の交通科学博物館で展示されていた実物
（現在は静岡理工科大学に移設）

HWK 109-509は、第2次世界大戦時にメッサーシュミット Me163やBachem Ba 349に搭載されたドイツのロケットエンジンである。通称ヴァルター機関である。Hellmuth Walter Kommanditgesellschaftによって生産された。

## 概要
燃料と酸化剤を2台のポンプで一定の比率で混合する事によって燃焼し推進力を得ていた。2種類の燃料はヒドラジンとメタノールからなるC液と高濃度過酸化水素から構成されるT液を80%/20%の比率で混ぜるだけで反応する自己着火性推進剤で高温の水蒸気を噴出する為の物であった。秋水に用いられている特呂二号原動機（KR10型）の開発の基になった。
C液として知られる燃料はヒドラジン30 %+メタノール57 %+ 水13 %で銅シアン化カリウムが液を安定させる為、微量だけ混ぜられていた。 T液として知られる酸化剤は高濃度の過酸化水素で接触するだけで爆発的に反応する。爆発的な燃焼は結果として水蒸気、二酸化炭素、窒素と大量の熱を発生し、推力は17kN（3,800lbf）に達する。

## 派生型
A-0
量産先行型1943年5月から生産。推力は300kp（2.9kN）～1500kp（14.7kN）の間で調節できる。
A-1
最初の量産型エンジンでMe163Bに1944年8月から使用された。推力は100kp（1kN）～1600kp（15.7kN）の間で調節できる。
A-2
Me 163B-1aに搭載された。総重量はわずか100kgで2つの部材から構成される。前方の部材はタービンハウジングから構成され燃料ポンプがギアでタービンシャフトから駆動される。制御箱は減圧弁と電気始動装置が後部の燃焼室とつながり円柱状の管を通して燃料を噴射する。推力は200kp（2kN）～最大1700kp（16.7kN）の間で調節できる。
B-1
A-1の性能向上型。このエンジンは主燃焼室の直下に巡航用燃焼室を備え推力は300kp（2.9kN）に増加した。この燃焼室はT液の消費率を5kg/s付近で100%反応させるように計算される。推力は100kp（1kN）～2000kp（19.6 kN）の間で調節できる。
C-1
A-2の改良型を基にしている。主燃焼室は400kp（3.9kN）～2000kp（19.6kN）、補助燃焼室は400kp（3.9kN）である。Me263（Ju248）の離陸時の補助ロケットとして使用された。
D-1
C-1の派生型でBachem Ba 349に搭載された。パラシュートで降下回収するように設計された。

## 関連
- BMW 109-718
- 特呂二号原動機 - 秋水に搭載された。
- XLR11
- XLR99
- ブリストル・シドレー BS.605
- アームストロング・シドレー ベータ
- アームストロング・シドレー スナーラー
- デ・ハビランド スペクター